# Episodi di Andromeda (quarta stagione)
La quarta stagione della serie televisiva Andromeda, composta da 22 episodi, è stata trasmessa per la prima volta dal 29 settembre 2003 al 17 maggio 2004.
| nº | Titolo originale                       | Titolo italiano                    | Prima TV USA      | Prima TV Italia |
| -- | -------------------------------------- | ---------------------------------- | ----------------- | --------------- |
| 1  | Answers Given to Questions Never Asked | Risposte a domande mai fatte       | 29 settembre 2003 |                 |
| 2  | Pieces of Eight                        | Il cittadino Otto                  | 6 ottobre 2003    |                 |
| 3  | Waking the Tyrant's Device             | Attivare il dispositivo di Tyrant  | 13 ottobre 2003   |                 |
| 4  | Double or Nothingness                  | Il doppio o il nulla               | 20 ottobre 2003   |                 |
| 5  | Harper/Delete                          | File D                             | 27 ottobre 2003   |                 |
| 6  | Soon the Nearing Vortex                | Vicino al Vortice                  | 3 novembre 2003   |                 |
| 7  | The World Turns All Around Her         | Il mondo gira tutto intorno        | 10 novembre 2003  |                 |
| 8  | Conduit to Destiny                     | La promessa del soldato            | 17 novembre 2003  |                 |
| 9  | Machinery of the Mind                  | Meccanismo della mente             | 12 gennaio 2004   |                 |
| 10 | Exalted Reason, Resplendent Daughter   | La figlia degenere                 | 19 gennaio 2004   |                 |
| 11 | The Torment, the Release               | Un aiuto inaspettato               | 26 gennaio 2004   |                 |
| 12 | The Spider's Stratagem                 | La strategia del ragno             | 2 febbraio 2004   |                 |
| 13 | The Warmth of an Invisible Light       | Una luminosità invisibile          | 9 febbraio 2004   |                 |
| 14 | The Others                             | Il muro                            | 16 febbraio 2004  |                 |
| 15 | Fear Burns Down to Ashes               | La paura brucia fino ad incenerire | 23 febbraio 2004  |                 |
| 16 | Lost in a Space that Isn't There       | Persi nel nulla                    | 5 aprile 2004     |                 |
| 17 | Abridging the Devil's Divide           | Ambizione pericolosa               | 12 aprile 2004    |                 |
| 18 | Trusting the Gordian Maze              | Uno scarto fatale                  | 19 aprile 2004    |                 |
| 19 | A Symmetry of Imperfection             | La simmetria dell'imperfezione     | 26 aprile 2004    |                 |
| 20 | Time out of Mind                       | La voce dell'oscurità              | 3 maggio 2004     |                 |
| 21 | The Dissonant Interval - Part I        | L'intervallo dissonante - Parte I  | 10 maggio 2004    |                 |
| 22 | The Dissonant Interval - Part II       | L'intervallo dissonante - Parte II | 17 maggio 2004    |                 |

## Risposte a domande mai fatte
- Titolo originale: Answers Given to Questions Never Asked
- Diretto da: Jorge Montesi
- Scritto da: Robert Engels

### Trama
L'equipaggio incontra alcune navi, i resti della flotta della Confederazione. I leader si sono nascosti quando sono scoppiati i combattimenti. Devono trovarli per riportare l'ordine nella Confederazione.

## Il cittadino Otto
- Titolo originale: Pieces of Eight
- Diretto da: Jorge Montesi
- Scritto da: Larry Barber e Paul Barber

### Trama
Il governo della Confederazione ha votato "sfiducia" al triumviro Tri-Jema, così lei manda Dylan a riparare l'Andromeda e fa visita a un veggente, che si dice sia infallibile. Questo veggente, soprannominato cittadino Otto, mira a prendere il posto di Tri-Jema come triumviro e, secondo il triumviro, rimuovere Dylan dal comando dell'Andromeda. I robot inviati sull'Andromeda per avviare le riparazioni pre-aggiornamento si rivoltano contro l'equipaggio, costringendo Dylan e Harper a spegnerli. Dylan deve affrontare cittadino Otto prima che possa abbattere la Confederazione dall'interno.

## Attivare il dispositivo di Tyrant
- Titolo originale: Waking the Tyrant's Device
- Diretto da: Andrew Potter
- Scritto da: Larry Barber e Paul Barber

### Trama
Dylan viene mandato in missione, ma non viene informato del pericolo che deve affrontare. Andromeda è stata catturata da un campo gravitazionale che è l'obiettivo della loro missione. Dylan scopre che la luna è la base di Kroton, un genio metà umano e metà robot che ha creato la nave-mondo Magog.

## Il doppio o il nulla
- Titolo originale: Double or Nothingness
- Diretto da: David Winning
- Scritto da: John Whelpley

### Trama
Andromeda indaga sul sito di un attacco Nietzscheano segnalato su una corazzata della Confederazione, ma non trova alcun segno di conflitto. Dylan deve affrontare i nietzscheani per scoprire la verità su ciò che è accaduto in orbita.

## File D
- Titolo originale: Harper/Delete
- Diretto da: Richard Flower
- Scritto da: Naomi Janzen

### Trama
Andromeda viene contesa da due fratelli nietzscheani. Uno ha il File D, un'arma che può eliminare le funzioni cerebrali superiori. L'altra ha suo nipote in ostaggio e vuole il File D. L'equipaggio vuole che nessuno dei due abbia il File D.

## Vicino al Vortice
- Titolo originale: Soon the Nearing Vortex
- Diretto da: Brad Turner
- Scritto da: Larry Barber e Paul Barber

### Trama
Tyr ritorna e si schiera con i Collezionisti contro il suo ex equipaggio. Vuole la mappa per la Via delle Ere.

## Il mondo gira tutto intorno
- Titolo originale: The World Turns All Around Her
- Diretto da: Peter DeLuise
- Scritto da: Larry Barber e Paul Barber

### Trama
I Collezionisti spiegano a Tyr perché hanno bisogno della mappa per la Via delle Ere. È una mappa per l'Abisso e, si spera, un modo per contenerlo. Tyr ha Beka e l'equipaggio ha la mappa. Ora è una corsa alla Via delle Ere. Tyr fa un patto con l'Abisso e ne seguirà uno scontro finale.

## La promessa del soldato
- Titolo originale: Conduit to Destiny
- Diretto da: Pat Williams
- Scritto da: Lawrence Meyers

### Trama
Andromeda riceve una richiesta di soccorso da una prigione della Confederazione, vivendo una rivolta come non avevano mai affrontato prima. Rommie scopre che un prigioniero ora scomparso non è stato registrato nei registri, il che significa che era una talpa, e Dylan e gli altri vanno alla sua ricerca.

## Meccanismo della mente
- Titolo originale: Machinery of the Mind
- Diretto da: David Winning
- Scritto da: Ted Mann

### Trama
Harper è il relatore chiave di una conferenza sull'affrontare la minaccia Magog. Quando uno scienziato viene rapito e gli altri vengono uccisi, l'equipaggio deve capire chi è il responsabile. Nel frattempo Dylan viene rapito dai Collezionisti, che gli fanno un'offerta.

## La figlia degenere
- Titolo originale: Exalted Reason, Resplendent Daughter
- Diretto da: Richard Flower
- Scritto da: Naomi Janzen

### Trama
La figlia di un re viene rapita da uno spietato rinnegato. Ma quando l'equipaggio la trova, dice che suo padre ha cercato di ucciderla e che il rinnegato è in realtà un eroe.

## Un aiuto inaspettato
- Titolo originale: The Torment, the Release
- Diretto da: Jorge Montesi
- Scritto da: Robert Engels

### Trama
Dylan e l'equipaggio vengono processati dalla Confederazione. I Collezionisti ora controllano la Confederazione. L'equipaggio vuole scappare, ma Dylan vuole restare al processo, per determinare se ha ancora qualche alleato nella Confederazione che ha aiutato a ricostruire.

## La strategia del ragno
- Titolo originale: The Spider's Stratagem
- Diretto da: Brad Turner
- Scritto da: Emily Skopov

### Trama
Andromeda cattura un contrabbandiere con un carico di bioarmature. Cercano di rintracciare le origini della merce, ma in quelle bioarmature c'è più di quanto non si rendano conto.

## Una luminosità invisibile
- Titolo originale: The Warmth of an Invisible Light
- Diretto da: Jorge Montesi
- Scritto da: Matt Kiene

### Trama
Quando Dylan attiva un dispositivo di occultamento sperimentale, viene trascinato in una dimensione alternativa, in cui Harper è un comandante che lavora inconsapevolmente per l'Abisso e ha rovesciato la Confederazione. Dylan cerca alleati per opporsi ad Harper e per trovare un modo per tornare alla sua dimensione.

## Il muro
- Titolo originale: The Others
- Diretto da: Peter DeLuise
- Scritto da: Scott Frost

### Trama
L'Andromeda incontra due astronavi con carburante e armi esauriti. Provengono da un pianeta, dove le due parti combattono da tempo immemorabile. Una parte soffre di una malattia e affermano che l'altra parte sta usando armi biologiche, ma l'altra parte dice di non averlo mai fatto. Quando Dylan viene infettato, l'equipaggio deve scoprire la fonte del virus per salvare il capitano.

## La paura brucia fino ad incenerire
- Titolo originale: Fear Burns Down to Ashes
- Diretto da: Peter DeLuise
- Scritto da: John Kirk

### Trama
Andromeda viene contattata dal Reverendo Bem, che conosce un'arma che può essere usata contro l'Abisso, ma mostrerà solo a Dylan. Dylan viene catturato e bloccato su una nave da guerra morta, diretta verso un buco nero. L'equipaggio lo cerca e trova un alleato inaspettato.

## Persi nel nulla
- Titolo originale: Lost in a Space That Isn't There
- Diretto da: Peter DeLuise
- Scritto da: Naomi Janzen, Paul Barber e Larry Barber

### Trama
Il recente comportamento di Beka è stato spiegato; è stata infettata dall'Abisso e l'equipaggio deve trovare un modo per salvarla.

## Ambizione pericolosa
- Titolo originale: Abridging the Devil's Divide
- Diretto da: Peter DeLuise
- Scritto da: Gordon Michael Woolvett

### Trama
Metà dell'equipaggio è stato catturato. Harper lavora su un ponte temporale per il Partriarch. L'altra metà rintraccia un contrabbandiere.

## Uno scarto fatale
- Titolo originale: Trusting the Gordian Maze
- Diretto da: Jorge Montesi
- Scritto da: Larry Barber e Paul Barber

### Trama
Un emissario di Tri-Jema arriva e afferma che il suo pianeta è morto, nonostante le circostanze attuali.

## La simmetria dell'imperfezione
- Titolo originale: A Symmetry of Imperfection
- Diretto da: Allan Harmon
- Scritto da: Naomi Janzen

### Trama
Andromeda sta facendo una diagnosi completa su Rommie che è diventata troppo emotiva e le interrompe l'accesso per tenere sotto controllo l'avatar, questo porta via molte delle risorse della nave. L'equipaggio è sotto un attacco di Magog e sono rimasti a difendere Andromeda senza l'aiuto dell'IA.

## La voce dell'oscurità
- Titolo originale: Time Out of Mind
- Diretto da: Allan Harmon
- Scritto da: Lu Abbott e Stacey Berman Woodward

### Trama
Un uomo del passato di Beka fingendosi un Wayist è stato ucciso dagli agenti dell'Abisso. L'equipaggio deve trovare ciò che stava nascondendo prima dell'Abisso.

## L'intervallo dissonante - Parte I
- Titolo originale: The Dissonant Interval: Part One
- Diretto da: Martin Wood
- Scritto da: Paul Barber e Larry Barber

### Trama
Con la nave-mondo Magog sempre più vicina, Dylan deve difendere Arkology e uno dei Paradine, esseri che si dice abbiano assistito alla creazione dell'universo. Beka decide di lasciare la battaglia finché può. Harper e Rommie tentano di rendere Arkology di nuovo capace di viaggiare nell'iperspazio prima che la nave-mondo la distrugga.

## L'intervallo dissonante - Parte II
- Titolo originale: The Dissonant Interval: Part Two
- Diretto da: Martin Wood
- Scritto da: Robert Engels

### Trama
Beka decide di lasciare l'equipaggio a combattere da solo, ma dopo tutte le promesse che tutti si sarebbero riuniti, Trance dice loro che non saranno mai più come sono. Quando la nave-mondo Magog finalmente incontra nuovamente l'Andromeda dopo due anni, Rommie e Harper corrono per portare l'Arkology in modalità iperspazio, Rhade deve insegnare agli abitanti a difendersi e Dylan e Trance combattono contro gli invasori Magog. Ma mentre l'Andromeda viene ricoperta da sciami, Trance dice a Dylan che lui, e solo lui, potrebbe sfuggire a tutto questo vivo.